# Waiting in the Wings
Waiting in the Wings – drugi studyjny album szwedzkiego zespołu Seventh Wonder grającego metal progresywny. Miała swoją premierę w 2006 roku nakładem Lion Music. Nagrywana była pomiędzy lutym a marcem 2006.

## Lista utworów[1]
1. Star of David – 5:13
2. Taint the Sky – 6:25
3. Waiting in the Wings – 9:18
4. Banish the Wicked – 5:36
5. Not an Angel – 6:45
6. Devil's Inc. – 7:14
7. Walking Tall – 4:20
8. The Edge of My Blade – 6:32
9. Pieces – 4:31

## Skład zespołu
- Tommy Karevik – Wokal
- Andreas Söderin – Keyboard
- Johan Liefvendahl – Gitara
- Andreas Blomqvist – Bass
- Johnny Sandin – Perkusja